# Niederländische Badmintonmeisterschaft 1939
Die Niederländische Badmintonmeisterschaft 1939 war die neunte Auflage der nationalen Titelkämpfe im Badminton in den Niederlanden. Die Meisterschaft wurde vom 25. bis zum 26. Februar 1939 in Scheveningen im Kurhaus ausgetragen.

## Sieger und Platzierte
| Disziplin    | Gold                            | Silber                        | Bronze               |
| ------------ | ------------------------------- | ----------------------------- | -------------------- |
| Herreneinzel | J. de Haas                      | Edward H. den Hoed jr.        | J. P. H. Woltman     |
| Herreneinzel | J. de Haas                      | Edward H. den Hoed jr.        | O. C. Koch           |
| Dameneinzel  | Annie W. Ernst                  | Boelens                       | de Ruyter            |
| Herrendoppel | O. C. Koch J. P. H. Woltman     | Swarte Edward H. den Hoed jr. | H. Ernst G. Ernst    |
| Herrendoppel | O. C. Koch J. P. H. Woltman     | Swarte Edward H. den Hoed jr. | J. de Haas Zelsman   |
| Damendoppel  | Annie W. Ernst Robbers          | Boelens Roland                |                      |
| Mixed        | J. P. H. Woltman Annie W. Ernst | J. de Haas Smits              | Smits Boelens        |
| Mixed        | J. P. H. Woltman Annie W. Ernst | J. de Haas Smits              | O. C. Koch de Ruyter |